# Сеченьи, Ференц (кинооператор)
Фе́ренц Се́ченьи (венг. Szécsényi Ferenc; 23 марта 1922, Шарсентмихай, Венгрия — 15 мая 2014, Будапешт, Венгрия) — венгерский кинооператор.

## Биография
В кино с 1942 года. С 1948 года — на киностудии «Гунния». Начинал как второй оператор, а с 1956 года — оператор-постановщик («Господин учитель Ганнибал»). Сотрудничал с режиссёрами: Золтаном Фабри, Дьёрдем Ревесом, Кароем Макком, Палом Зольнаи, Андрашем Ковачем и другими.

## Избранная фильмография

### Оператор
- 1956 — Господин учитель Ганнибал / Hannibál tanár úr
- 1957 — Сумасшедший апрель / Bolond április
- 1957 —  / A nagyrozsdási eset
- 1958 — Железный цветок / Vasvirág
- 1958 — Анна Эйдеш / Édes Anna
- 1959 — Боганч / Bogáncs
- 1960 — Осмелюсь доложить / Alázatosan jelentem
- 1961 — Хищник / Dúvad
- 1961 — Пойду к министру / Felmegyek a miniszterhez
- 1962 — Потерянный рай / Elveszett paradicsom
- 1962 — Земля ангелов / Angyalok földje
- 1962 — Заморозки / Fagyosszentek
- 1963 — Предпоследний человек / Utolsó elötti ember
- 1963 — Два тайма в аду / Két félidö a pokolban
- 1963 — Как дела, молодой человек? / Hogy állunk, fiatalember?
- 1964 — Да / Igen (в советском прокате «История одной любви»)
- 1964 — Вечное движение / Az életbe táncoltatott leány
- 1965 — Обезглавливание святого Иоанна / Szentjános fejevétele
- 1965 — Нет / Nem
- 1966 — ...как бегут деревья! / ...Hogy szaladnak a fák!
- 1966 — Холодные дни / Hideg napok (в советском прокате «Облава в январе»)
- 1967 — Сладкий и горький / Édes és keserü
- 1967 — Воззрите, ближние! /
- 1968 — Последний круг /
- 1968 — Сигнал / Lássátok feleim
- 1968 — Ты был пророком, дорогой / Próféta voltál szívem
- 1969 — Звезды Эгера / Egri csillagok
- 1969 — Вербное воскресенье / Virágvasárnap
- 1971 — Держись за облака / Kapaszkodj a fellegekbe! (с Валерием Гинзбургом, СССР—Венгрия)
- 1973 — Палко Чином / Csínom Palkó (в советском прокате «Орлиные перья»)
- 1973 — Волшебная бекеша / Kincskeresö kisködmön
- 1974 — С завязанными глазами / Bekötött szemmel
- 1975 — Старик / Az öreg
- 1976 — Два моста между близкими берегами / Két pont között a legrövidebb görbe
- 1977 — Кто меня видел? / Ki látott engem?
- 1978 — Общая вина / A közös bün
- 1981 — Защитник от смерти и воскрешение / A hátvéd halála és feltámadása (ТВ)
- 1983 — Стремглав / Hanyatt-homlok
- 1987 — Миклош Акли / Akli Miklós
- 1987 — Где-то в Венгрии / Valahol Magyarországon
- 1997 — Памяти Имре Дьёндьёшши / In memoriam Gyöngyössy Imre (д/ф)

### Сценарист
- 1968 — Ты был пророком, дорогой / Próféta voltál szívem

## Награды
- 1960 — Премия имени Белы Балажа
- 1965 — Премия имени Белы Балажа
- 1968 — Заслуженный артист ВНР
- 1970 — Премия имени Кошута
- 1976 — Народный артист ВНР